# Festival Internacional de Cinema de Busan
El Festival Internacional de Cinema de Busan (BIFF, anteriorment Festival Internacional de Cinema de Pusan, PIFF) (hagul 부산국제영화제), celebrat anualment a Haeundae-gu, Busan (també Pusan), Corea del Sud, és un dels festivals de cinema més importants d'Àsia. El primer festival, celebrat del 13 al 21 de setembre de 1996, també va ser el primer festival internacional festival de cinema a Corea. L'objectiu principal del BIFF és presentar noves pel·lícules i directors novells, especialment els de països asiàtics. Una altra característica destacable és l'atractiu del festival per als joves, tant pel nombre de públic juvenil que atrau com pel seu esforç per desenvolupar i promoure el talent jove. El 1999, es va establir el Pla de promoció de Pusan (anomenat Mercat de projectes asiàtics el 2011) per connectar nous directors amb fonts de finançament. El 16è BIFF del 2011 va veure el festival traslladar-se a una nova llar permanent, el Busan Cinema Center a Centum City. El Busan Cinema Center és una estructura d'uns 150 milions de dòlars EUA dissenyada pel col·lectiu d'arquitectura Coop Himmelblau amb seu a Àustria. El Centre de Cinema d'uns 30.000 m² inclou un teatre a l'aire lliure de 4.000 places; quatre pantalles interiors sota un sostre cobert de LED; centre de mitjans; espai d'arxiu; i sales de conferències; permetent que el festival inclogui fòrums de la indústria i activitats educatives.

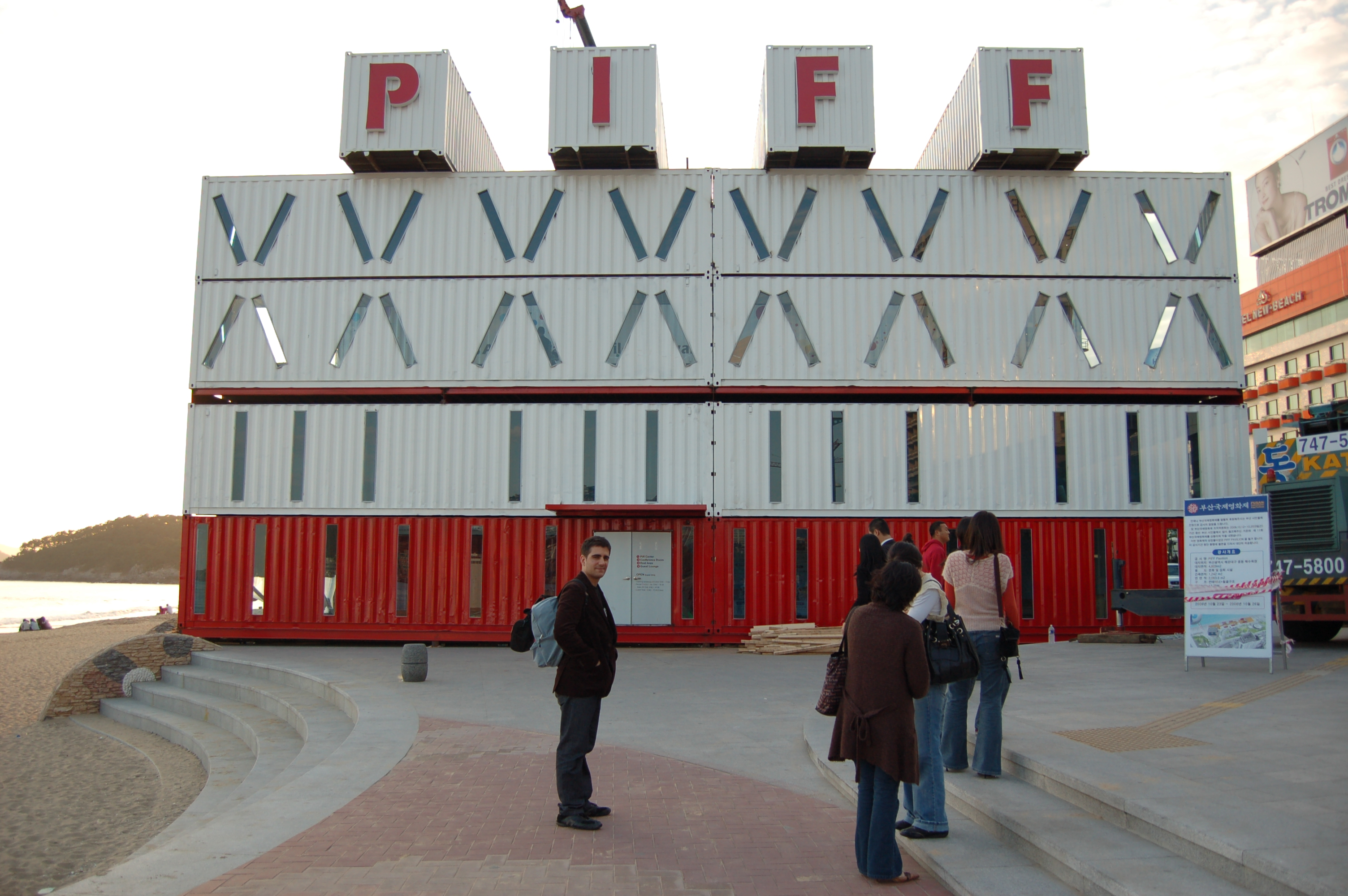
Pavelló del BIFF el 2006 a la platja de Haeundae

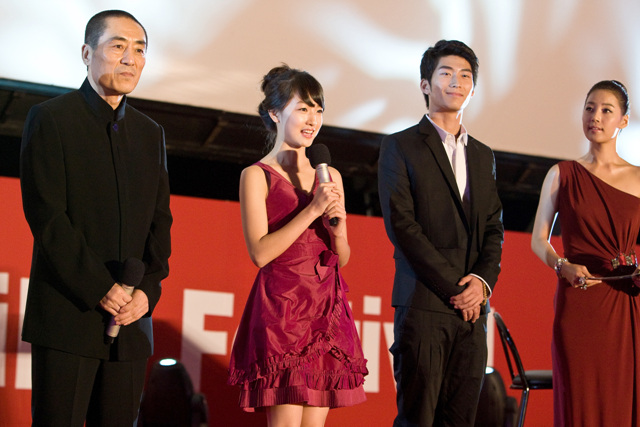
La pel·lícula d'apertura Amor sota l'arç blanc de Zhang Yimou, 2010

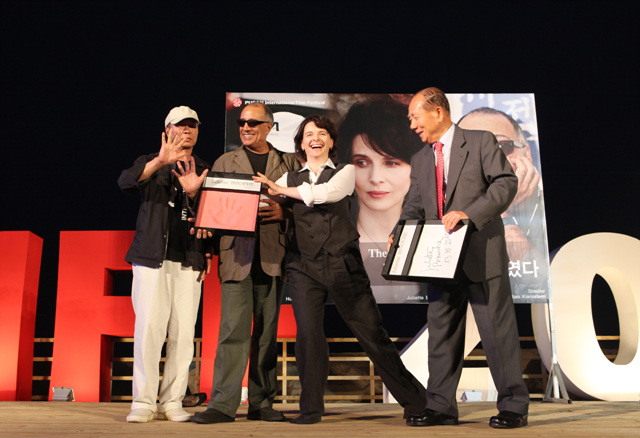
Empremta de mà, Abbas Kiarostami Juliette Binoche, 2010

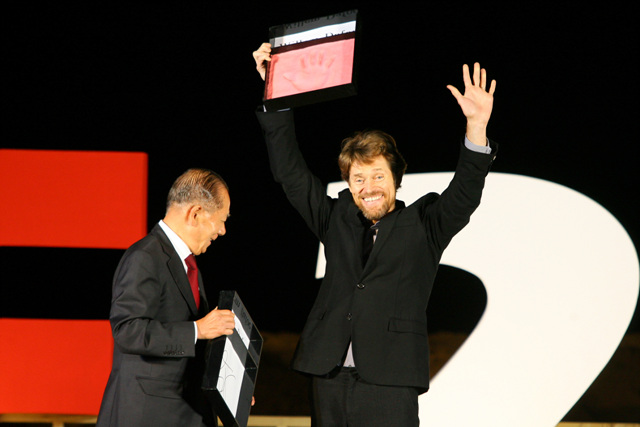
Empremta de mà, Willem Dafoe, 2010

## Seccions oficials
El Festival Internacional de Cinema de Busan s'organitza en diverses seccions:
- Presentació de gala: la presentació de gala mostra nous mestres cineastes, pel·lícules i estrenes.
- Una finestra al Cinema Asiàtic: una mostra de pel·lícules noves i/o representatives de cineastes asiàtics.
- Nous corrents: Única secció de competició internacional que inclou el primer o el segon llargmetratge de futurs directors de cinema asiàtic.
- El cinema coreà d'avui: els llargmetratges coreans seleccionats es mostren en dues subseccions, Panorama i Visió. Aquestes dues subseccions reconeixen la tendència actual de producció del cinema coreà i anticipen el seu futur.
- Retrospectiva del cinema coreà: revisitar la història del cinema coreà destacant pel·lícules d'un director notable o pel·lícules amb una temàtica significativa.
- World Cinema: Presentació de nous treballs de cineastes juntament amb pel·lícules que ajuden a entendre les tendències recents del cinema mundial.
- Gran angular: una secció que mostra curtmetratges, animació, documentals i pel·lícules experimentals.
- Open Cinema: sala de projeccions a l'aire lliure on es projecta una col·lecció de noves pel·lícules, que combina art i popularitat de masses.
- Flash Forward: aquesta secció és una col·lecció de primeres o segones pel·lícules de cineastes emergents de països no asiàtics.
- Midnight Passion: pel·lícules de gèneres diversos.
- Programes especials en focus: una retrospectiva i una mostra especial de pel·lícules d'un determinat director o gènere notable.

## Divisions oficials
- Asian Film Market: es va llançar el 2006 com a mercat per als esdeveniments de la indústria al Festival Internacional de Cinema de Busan.
  - Asian Project Market (antic PPP: Pusan Promotion Plan) és un pre-mercat.
- Asian Cinema Fund: és un programa de finançament per ajudar a activar més produccions cinematogràfiques independents i establir un entorn de producció estable. Dona suport a projectes en diferents etapes i categories. Els 900 milions de wons (aproximadament 900.000 dòlars EUA) del fons de cinema asiàtic s'utilitzaran per donar suport a set projectes en desenvolupament de guions, cinc postproduccions i tretze pel·lícules documentals.
  - El Script Development Fund té com a objectiu ajudar els guionistes a completar els seus guions.
  - El Post-Production Fund és possible gràcies al suport de companyies de postproducció coreanes i del Korean Film Council. Amb aquest fons, el director és convidat a Corea per treballar en so i DI amb cases de postproducció coreanes. Ajudarà el director a completar la seva pel·lícula en 35 mm.
  - L' Asian Network of Documentary Fund es va iniciar l'any 2002 i patrocinada per sis universitats i corporacions de la regió de Busan. Com a part del Festival Internacional de Cinema de Busan, i ofereix classes magistrals i clíniques per estabilitzar l'entorn de les produccions documentals.
- Asian Film Academy (AFA) és un programa educatiu on futurs cineastes i directors consolidats d'Àsia es reuneixen per deliberar i preparar-se per al futur del cinema asiàtic

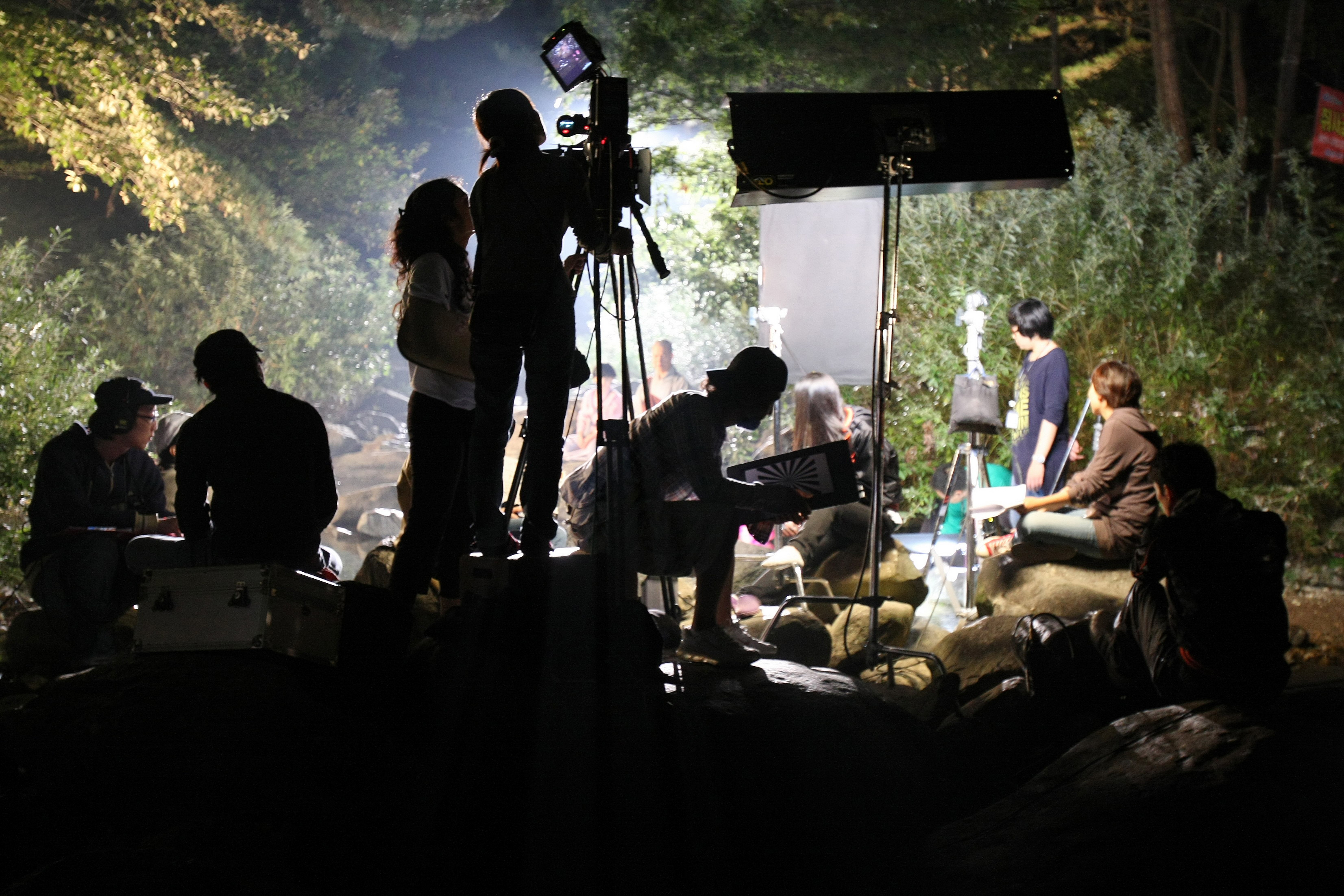
Asian Film Academy

- Busan Cinema Forum (BCF) és un esdeveniment acadèmic per a cineastes i acadèmics, llançat el 10 d'octubre de 2011.[4] Té com a objectiu millorar el coneixement i el suport de la indústria cinematogràfica i l'estètica cinematogràfica.

## Premis
Cada any s'entreguen diversos premis, entre els quals destaquen:

### Premi New Currents
El Premi New Currents s'atorga als dos millors llargmetratges seleccionats entre el primer o segon treball de nous directors asiàtics presentats a la secció New Currents (una secció competitiva del BIFF per a pel·lícules asiàtiques). S'atorga un gran premi de 30.000 dòlars a cada pel·lícula.
| Núm. | Any  | Pel·lícula                   | Director                   | País/regió                            |
| ---- | ---- | ---------------------------- | -------------------------- | ------------------------------------- |
| 1    | 1996 | Rain Clouds over Wushan      | Zhang Ming                 | R.P. de la Xina                       |
| 2    | 1997 | Motel Cactus                 | Park Ki-yong               | Corea del Sud                         |
| 3    | 1998 | Xiao Wu                      | Jia Zhangke                | R.P. de la Xina                       |
| 4    | 1999 | Timeless Melody              | Hiroshi Okuhara            | Japó                                  |
| 5    | 2000 | The Day I Became a Woman     | Marziyeh Meshkini          | Iran                                  |
| 6    | 2001 | Flower Island                | Song Il-gon                | Corea del Sud                         |
| 7    | 2002 | Jealousy Is My Middle Name   | Park Chan-ok               | Corea del Sud                         |
| 7    | 2002 | The Rite... A Passion        | K.N.T. Sastry              | Índia                                 |
| 8    | 2003 | The Missing                  | Lee Kang-sheng             | Taiwan                                |
| 8    | 2003 | Tiny Snowflakes              | Alireza Amini              | Iran                                  |
| 9    | 2004 | This Charming Girl           | Lee Yun-ki                 | Corea del Sud                         |
| 10   | 2005 | Grain in Ear                 | Zhang Lu                   | R.P. de la Xina                       |
| 11   | 2006 | Betelnut                     | Heng Yang                  | R.P. de la Xina                       |
| 11   | 2006 | Love Conquers All            | Tan Chui Mui               | Malàisia                              |
| 12   | 2007 | Wonderful Town               | Aditya Assarat             | Tailàndia                             |
| 12   | 2007 | Life Track                   | Guang Hao Jin              | R.P. de la Xina/ Corea del Sud        |
| 12   | 2007 | Flower in the Pocket         | Liew Seng Tat              | Malàisia                              |
| 13   | 2008 | Land of Scarecrows           | Roh Gyeong-tae             | Corea del Sud                         |
| 13   | 2008 | Naked of Defenses            | Masahide Ichii             | Japó                                  |
| 14   | 2009 | Kick Off                     | Shawkat Amin Korki         | Iraq/ Japó                            |
| 14   | 2009 | I'm in Trouble               | So Sang-min                | Corea del Sud                         |
| 15   | 2010 | The Journals of Musan        | Park Jung-bum              | Corea del Sud                         |
| 15   | 2010 | Bleak Night                  | Yoon Sung-hyun             | Corea del Sud                         |
| 16   | 2011 | Mourning                     | Morteza Farshbaf           | Iran                                  |
| 16   | 2011 | Nino                         | Loy Arcenas                | Filipines                             |
| 17   | 2012 | 36                           | Nawapol Thamrongrattanarit | Tailàndia                             |
| 17   | 2012 | Kayan                        | Maryam Najafi              | Líban/ Canadà                         |
| 18   | 2013 | Pascha                       | Ahn Sun-kyoung             | Corea del Sud                         |
| 18   | 2013 | Remote Control               | Byamba Sakhya              | Mongòlia/ Alemanya                    |
| 19   | 2014 | End of Winter                | Kim Dae-hwan               | Corea del Sud                         |
| 20   | 2015 | Immortal                     | Seyed Hadi Mohaghegh       | Iran                                  |
| 20   | 2015 | Walnut Tree                  | Yerlan Nurmukhambetov      | Kazakhstan                            |
| 21   | 2016 | The Donor                    | Zang Qiwu                  | R.P. de la Xina                       |
| 21   | 2016 | Knife in the Clear Water     | Wang Xuebo                 | R.P. de la Xina                       |
| 22   | 2017 | After My Death               | Kim Ui-seok                | Corea del Sud                         |
| 22   | 2017 | Blockage                     | Mohsen Gharaei             | Iran                                  |
| 23   | 2018 | Clean Up                     | Kwon Man-ki                | Corea del Sud                         |
| 23   | 2018 | Savage                       | Cui Siwei                  | R.P. de la Xina                       |
| 24   | 2019 | Haifa Street                 | Mohanad Hayal              | Iraq/ Qatar                           |
| 24   | 2019 | Rom                          | Tran Thanh Huy             | Vietnam                               |
| 25   | 2020 | A Balance                    | Harumoto Yujiro            | Japó                                  |
| 25   | 2020 | Three                        | Ruslan Pak                 | Kazakhstan/ Corea del Sud/ Uzbekistan |
| 26   | 2021 | The Apartment with Two Women | Kim Se-in                  | Corea del Sud                         |
| 26   | 2021 | Farewell, My Hometown        | Wang Er Zuo (director)     | R.P. de la Xina                       |

### Premi Sonje
Un premi de 20.000.000 KRW (17.000 dòlars EUA) atorgat al director coreà i asiàtic del millor curtmetratge (1996, 1997, 2008-present).
| Núm. | Any  | Pel·lícula                               | Director                 | País/regió           |
| ---- | ---- | ---------------------------------------- | ------------------------ | -------------------- |
| 1    | 1996 | Arrival of the Train                     | Andrei Xelezniakov       | Rússia               |
| 2    | 1997 | The Saltmen of Tibet                     | Ulrike Koch              | Suïssa               |
| 3    | 1998 | Lachrymal                                | Lim Chang-jae            | Corea del Sud        |
| 3    | 1998 | Heavy                                    | Park Chan-ok             | Corea del Sud        |
| 4    | 1999 | 28 October 1979, A Sunny Sunday          | Kwon Jong-kwan           | Corea del Sud        |
| 5    | 2000 | Bardo                                    | Yoon Young-ho            | Corea del Sud        |
| 6    | 2001 | Siam Hard Romance                        | Kim Jeong-gu             | Corea del Sud        |
| 7    | 2002 | Chapter Two: How to Breathe              | Lee Hyung-suk            | Corea del Sud        |
| 8    | 2003 | The Spring and the Delight               | Park Jung-seon           | Corea del Sud        |
| 8    | 2003 | The Third Tongue                         | Son Kwang-ju             | Corea del Sud        |
| 9    | 2004 | Punk Eek                                 | Son Kwang-ju             | Corea del Sud        |
| 9    | 2004 | Gold Fish                                | Park Shin-woo            | Corea del Sud        |
| 10   | 2005 | Tea & Poison                             | Joung Yong-ju            | Corea del Sud        |
| 10   | 2005 | A Bowl of Tea                            | Kim Young-nam            | Corea del Sud        |
| 11   | 2006 | Portfolio                                | Yoon Seong-ho            | Corea del Sud        |
| 11   | 2006 | The Wind Stirs                           | Lee Jin-woo              | Corea del Sud        |
| 12   | 2007 | Woong's Story                            | Lee Ha-song              | Corea del Sud        |
| 12   | 2007 | A Man Under the Influenza                | Jung July                | Corea del Sud        |
| 13   | 2008 | Andong                                   | Rommel Tolentino         | Filipines            |
| 13   | 2008 | Girl                                     | Hong Sung-hoon           | Corea del Sud        |
| 14   | 2009 | Somewhere Unreached                      | Kim Jae-won              | Corea del Sud        |
| 14   | 2009 | Rare Fish                                | Basil Mironer            | Singapur/ Indonèsia  |
| 15   | 2010 | Broken Night                             | Yang Hyo-joo             | Corea del Sud        |
| 15   | 2010 | Inhalation                               | Edmund Yeo               | Malàisia/ Japó       |
| 16   | 2011 | See You Tomorrow                         | Lee Woo-jung             | Corea del Sud        |
| 16   | 2011 | Thug Beram                               | Venkat Amudhan           | Índia                |
| 17   | 2012 | The Night of The Witness                 | Park Buem                | Corea del Sud        |
| 17   | 2012 | A Little Farther                         | Nikan Nezami             | Iran                 |
| 18   | 2013 | A Lady Caddy Who Never Saw a Hole in One | Yosep Anggi Noen         | Indonèsia            |
| 18   | 2013 | In the Summer                            | Son Tae-gyum             | Corea del Sud        |
| 19   | 2014 | Stairway                                 | Matt Wu                  | Taiwan               |
| 19   | 2014 | The Night                                | Choi Ki-yun              | Corea del Sud        |
| 20   | 2015 | Nia's Door                               | Lau Kek Huat             | Taiwan               |
| 20   | 2015 | Shame Diary                              | Lee Eun-jeong            | Corea del Sud        |
| 21   | 2016 | Off-season                               | Yelzat Eskendir          | Kazakhstan           |
| 21   | 2016 | Viewer                                   | Kim So-youn              | Corea del Sud        |
| 22   | 2017 | A Hand-written Poster                    | Kwak Eun-mi              | Corea del Sud        |
| 22   | 2017 | Madonna                                  | Sinung Winahyoko         | Indonèsia            |
| 23   | 2018 | Cat Day Afternoon                        | Kwon Sung-mo             | Corea del Sud        |
| 23   | 2018 | Nooreh                                   | Ashish Pandey            | Índia                |
| 24   | 2019 | Dragon's Tail                            | Saeed Keshavarz          | Iran                 |
| 24   | 2019 | Hello                                    | Jin Seong-moon           | Corea del Sud        |
| 25   | 2020 | Georgia                                  | Jayil Pak                | Corea del Sud        |
| 25   | 2020 | Mountain Cat                             | Lkhagvadulam Purev-Ochir | Mongòlia/ Regne Unit |
| 26   | 2021 | A Winter Glove                           | Lee Hyeonju              | Corea del Sud        |
| 26   | 2021 | The Sea Calls for Me                     | Tumpal Tampubolon        | Indonèsia            |

### KB New Currents Audience Award
El premi KNN (Premi del públic) va ser atorgat per la Fundació KNN a una pel·lícula de la secció New Currents seleccionada pel públic amb un premi de 20.000 dòlars per al director.
Rebatejat com a KB New Currents Audience Award, s'atorga a la pel·lícula més ben valorada pel públic del festival de la secció New Currents. Patrocinat per KB Financial Group Inc amb 20 milions de KRW (aproximadament 18.000 USD) s'atorga al director.
| Núm.                                      | Anyr | Pel·lícula                   | Director         | País/Regió      |
| ----------------------------------------- | ---- | ---------------------------- | ---------------- | --------------- |
| 3                                         | 1998 | April Story                  | Iwai Shunji      | Japó            |
| 4                                         | 1999 | Gemini                       | Shinya Tsukamoto | Japó            |
| 5                                         | 2000 | Die Bad                      | Ryoo Seung-wan   | Corea del Sud   |
| 6                                         | 2001 | Flower Island                | Song Il-gon      | Corea del Sud   |
| 7                                         | 2002 | Too Young to Die             | Park Jin-pyo     | Corea del Sud   |
| 8                                         | 2003 | The Road Taken               | Hong Ki-sun      | Corea del Sud   |
| 8                                         | 2003 | Osama                        | Siddiq Barmak    | Afganistan      |
| 9                                         | 2004 | Survive Style 5+             | Gen Sekiguchi    | Japó            |
| 10                                        | 2005 | The Unforgiven               | Yoon Jong-bin    | Corea del Sud   |
| 11                                        | 2006 | The White Silk Dress         | Luu Huynh        | Vietnam         |
| 12                                        | 2007 | Flower in the Pocket         | Liew Seng Tat    | Malàisia        |
| 13                                        | 2008 | 100                          | Chris Martinez   | Filipines       |
| 14                                        | 2009 | Lan                          | Jiang Wenli      | R.P. de la Xina |
| 15                                        | 2010 | My Spectacular Theatre       | Lu Yang          | R.P. de la Xina |
| 16                                        | 2011 | Dekh Indian Circus           | Mangesh Hadawale | Índia           |
| 17                                        | 2012 | Touch of the Light           | Chang Jung-Chi   | Taiwan          |
| 18                                        | 2013 | 10 Minutes                   | Lee Yong-seung   | Corea del Sud   |
| 19                                        | 2014 | Ghadi                        | Amin Dora        | Líban           |
| 20                                        | 2015 | Radio Set                    | Hari Viswanath   | Índia           |
| 21                                        | 2016 | In Between Seasons           | Lee Dong-eun     | Corea del Sud   |
| 22                                        | 2017 | End of Summer                | Zhou Quan        | R.P. de la Xina |
| 24                                        | 2019 | An Old Lady                  | Lim Sun-ae       | Corea del Sud   |
| Reanomenat KB New Currents Audience Award |      |                              |                  |                 |
| 26                                        | 2021 | The Apartment with Two Women | Kim Se-in        | Corea del Sud   |